# Otte Thygesen Brahe
Otte Thygesen Brahe (født 2. oktober 1518 på Tostrup Slot, død 9. maj 1571 på Helsingborg Slot) var en skånsk adelsmand og dansk rigsråd. Han var søn af Thyge Axelsen Brahe (død 1523) og Sophie Rud.
Han kom i 1529 i huset hos Erik Banner, og 1537-39 omtales han som hofsinde. Han blev sammen med broderen Jørgen Thygesen Brahe forlenet med Storekjøbing i Skåne. I 1544-55 var han forlenet med Gladsax Len i Skåne. I 1548 fulgte han hertug Frederik (senere kong Frederik 2.) til Norge som marskal. I 1555-67 var han lensmand på Aalborg. 
I 1559 forlenedes han med Han Herreds Provsti. I april 1563 blev han rigsråd. Samme år blev han som følge af krigen proviantmester og fik sammen med 3 andre rigsråder et overtilsyn i Jylland. Da han i 1567 ombyttede Aalborg med Helsingborg Len, som han beholdt til sin død, kom han i nærheden af krigsskuepladsen og kom derved til at spille en aktiv rolle i krigsbegivenhederne. For at støtte Daniel Rantzau på dennes tog ind i Sverige sendtes han i efteråret 1567 sammen med Bjørn Kaas og Jørgen Marsvin i spidsen for en større styrke, som 1. december stod i Småland, hvor de udstedte en proklamation til befolkningen, men få dage efter måtte de hastigt trække sig tilbage over grænsen, tvunget hertil af et mytteri mellem deres egne. I 1569 blev det overdraget Brahe, Jørgen Bille og Steen Bille at føre tilsyn med den skånske grænses forsvar. Den fred, der det næste år blev sluttet, kom Brahe ikke længe til at nyde godt af, da han allerede 9. maj 1571 døde på Helsingborg Slot. Han blev begravet i Kågerød Kirke ved Knudstrup.
Han ejede og boede på slottet Knudstrup nær Helsingborg. Desuden ejede han Elved og anden ejendom både i Jylland og Norge. Af kronen købte han i 1568 i forening med Peder Oxe alt Peder Christensen Dyres jordegods. I 1565 arvede han efter broderen Jørgen Rødinge pantelen i Skåne, som hans enke beholdt en snes år efter hans død. I samme landsdel forlenedes han 1569 med Froste Herred som pant for 6000 Rigsdaler.
Otte giftede sig 23. november 1544 med Beate Clausdatter Bille, og sammen fik de flere børn, deriblandt sønnerne Jørgen, Knud, Steen samt Tycho Brahe, som forældrene overlod til Ottes bror Jørgen, der levede i et barnløst ægteskab med sin kone Inger Oxe, søster til Peder Oxe.